# Manaraii Porlier
Pour les articles homonymes, voir Porlier.
Manaraii Porlier, né le 1er décembre 1989, est un footballeur international tahitien.

## Carrière
Porlier joue dans le club de l'AS Excelsior, évoluant en seconde division tahitienne. En 2012, il est sélectionné pour jouer la Coupe d'Océanie 2012. Il joue deux matchs lors de cette compétition mais tous comme remplaçant ; lors du premier match, contre les Samoa, il remplace Steevy Chong Hue et lors de la finale, il remplace Lorenzo Tehau à quelques secondes du terme. Il remporte la Coupe avec la sélection tahitienne.

## Palmarès
- Vainqueur de la Coupe d'Océanie en 2012 avec l'équipe de Tahiti